# 紀元前816年
紀元前816年（きげんぜん816ねん）は、西暦による年。

## 他の紀年法
- 干支 : 乙酉
- 中国
  - 周 - 宣王12年
  - 魯 - 武公10年
  - 斉 - 厲公9年
  - 晋 - 献侯7年
  - 秦 - 荘公6年
  - 楚 - 熊徇6年
  - 宋 - 恵公15年
  - 衛 - 釐侯39年
  - 陳 - 釐公16年
  - 蔡 - 夷侯22年
  - 曹 - 戴伯10年
  - 燕 - 釐侯11年
- 朝鮮
  - 檀紀1518年
- ユダヤ暦 : 2945年 - 2946年
- アッシリア暦 : 3935年
- 人類紀元 : 9185年

## 死去
- 魯の武公
- 斉の厲公